# Dicarpella dryina
Dicarpella dryina är en svampart som beskrevs av Belisario & M.E. Barr 1991. Dicarpella dryina ingår i släktet Dicarpella och familjen Melanconidaceae.   Inga underarter finns listade i Catalogue of Life.